# Trasporti in Friuli-Venezia Giulia

Posizione della regione

I trasporti in Friuli-Venezia Giulia consistono di un sistema infrastrutturale suddiviso in linee ferroviarie, aeroportuali, autostradali, stradali e marittime.

## Sistema ferroviario

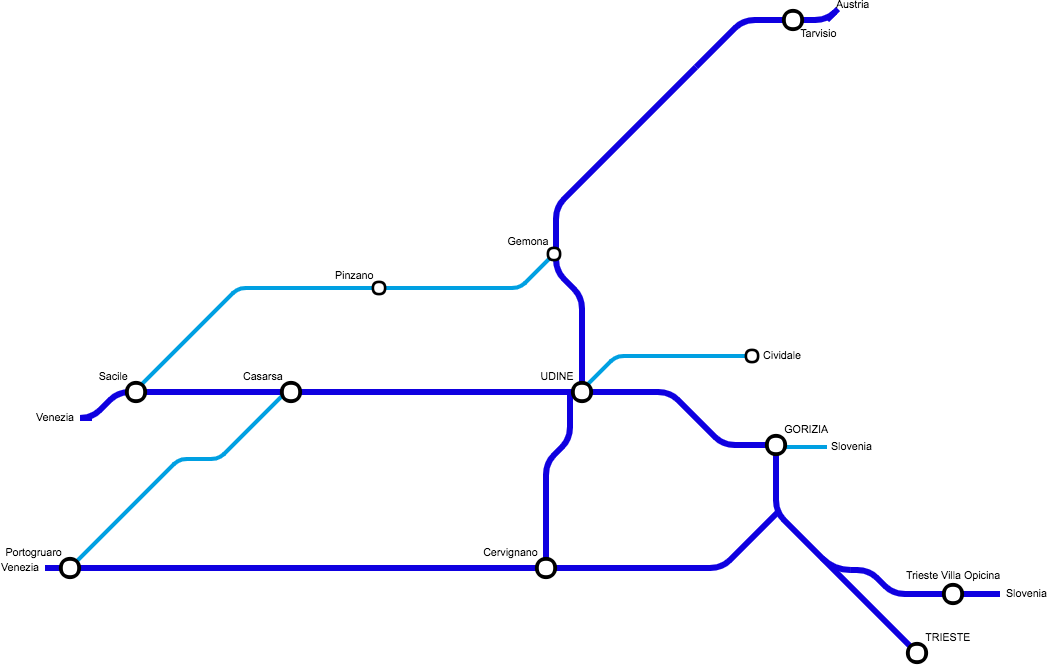
Schema delle linee ferroviarie presenti in Friuli-Venezia Giulia: in blu la rete fondamentale, in azzurro la rete complementare

La rete ferroviaria del Friuli-Venezia Giulia conta 466 km di linee; 17 sono le principali stazioni, classificate come platinum, gold e silver. Il Friuli-Venezia Giulia è percorso da due importanti direttrici internazionali: la direttrice Adriatica (Austria–Italia meridionale) e la direttrice est-ovest (Barcellona–Pianura Padana–Trieste–Lubiana–Budapest–Kiev). La competenza regionale in ordine ai servizi ferroviari regionali è divenuta effettiva dal 1º gennaio 2008, dopo il trasferimento dallo Stato alla Regione delle funzioni di programmazione ed amministrazione in materia di servizi pubblici di trasporto di interesse regionale e locale, con qualsiasi modalità di trasporto effettuate.
La stazione di Trieste Centrale è lo scalo ferroviario passeggeri principale della città capoluogo del Friuli-Venezia Giulia, terminale per le linee da Venezia e Udine. Per i collegamenti con la Slovenia è attiva la stazione di Villa Opicina. La stazione di Trieste Campo Marzio è lo scalo ferroviario merci al servizio del Porto Nuovo di trieste.
La stazione di Udine è una delle principali stazioni del nord-est, tra le più utilizzate del Friuli-Venezia Giulia. Servita da collegamenti a breve e lunga percorrenza, è capolinea delle linee per Venezia, Trieste, Tarvisio (Austria), Cervignano e Cividale.
Le linee ferroviarie facenti parte della rete fondamentale sono le seguenti:
- la ferrovia Venezia–Trieste;
- la ferrovia Pontebbana, che collega Udine a Tarvisio e al confine con l'Austria;
- la linea Trieste-Monfalcone (relazione M40)–Gorizia–Udine.
- la ferrovia Venezia-Udine;

Vi sono poi delle linee complementari:
- la ferrovia Udine-Cervignano, elettrificata e a binario semplice;
- la ferrovia Gemona del Friuli–Pinzano, a binario unico non elettrificato (eccezion fatta per la tratta Gemona–Osoppo);
- la ferrovia Sacile-Pinzano, a binario unico non elettrificato;
- la ferrovia Gorizia-Aidussina, a binario unico non elettrificato;
- la ferrovia Casarsa-Portogruaro, a binario unico non elettrificato;
- la ferrovia Jesenice-Trieste, a binario semplice a trazione termica[4];
- la ferrovia Udine-Cividale, a binario unico non elettrificato, gestita da FUC (società ferroviaria regionale).

### Linee ferroviarie dismesse

Le principali stazioni della regione
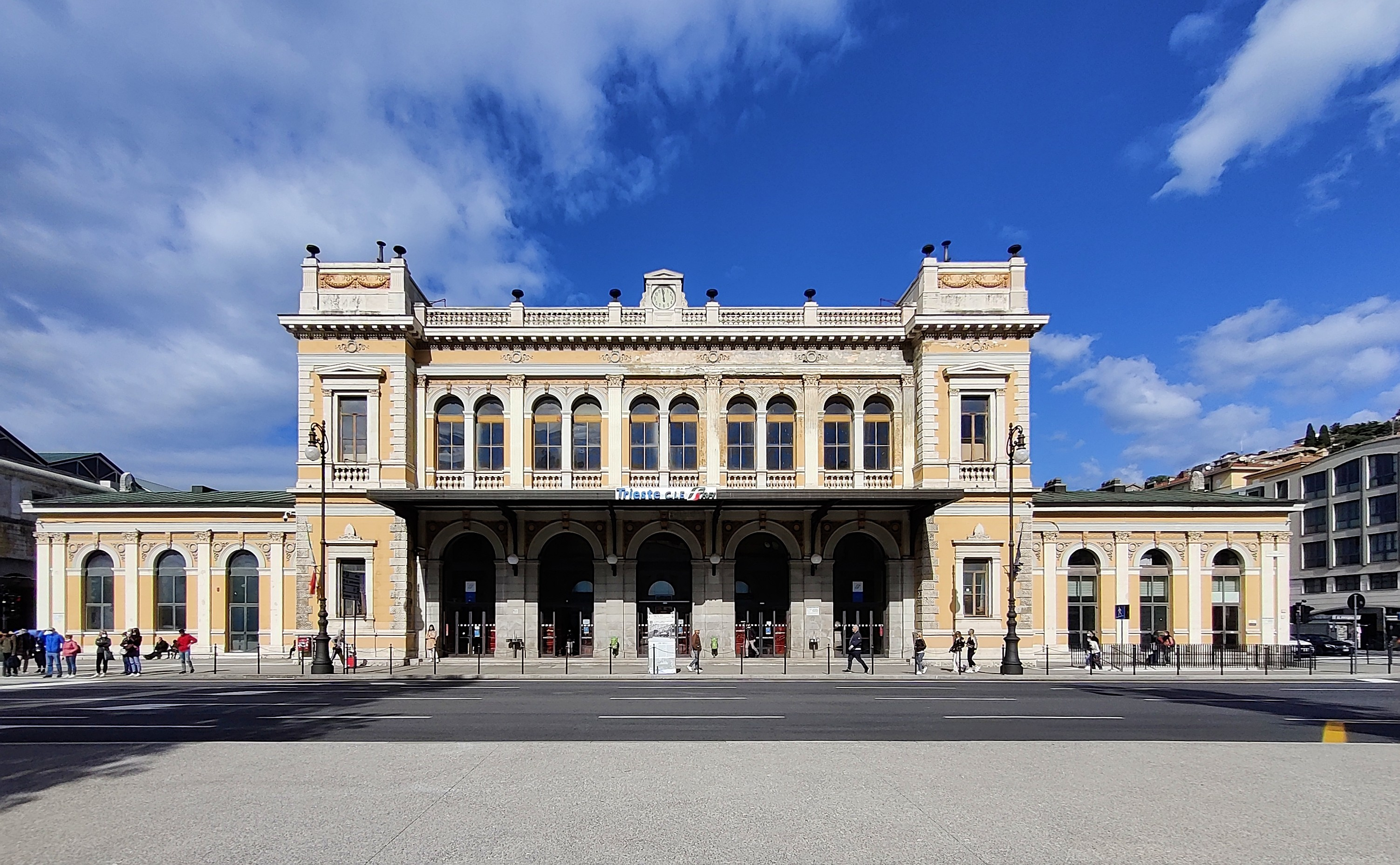
Stazione di Trieste
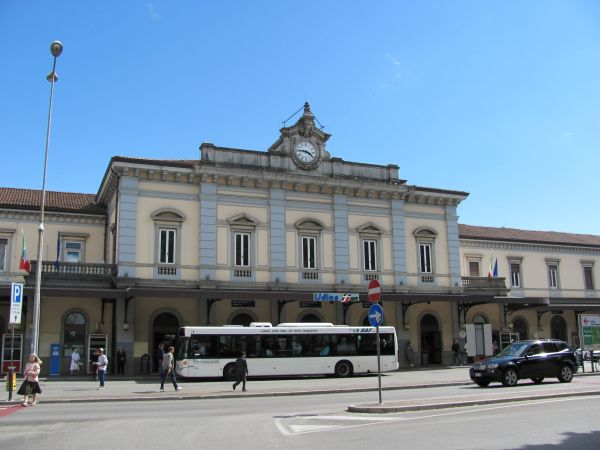
Stazione di Udine
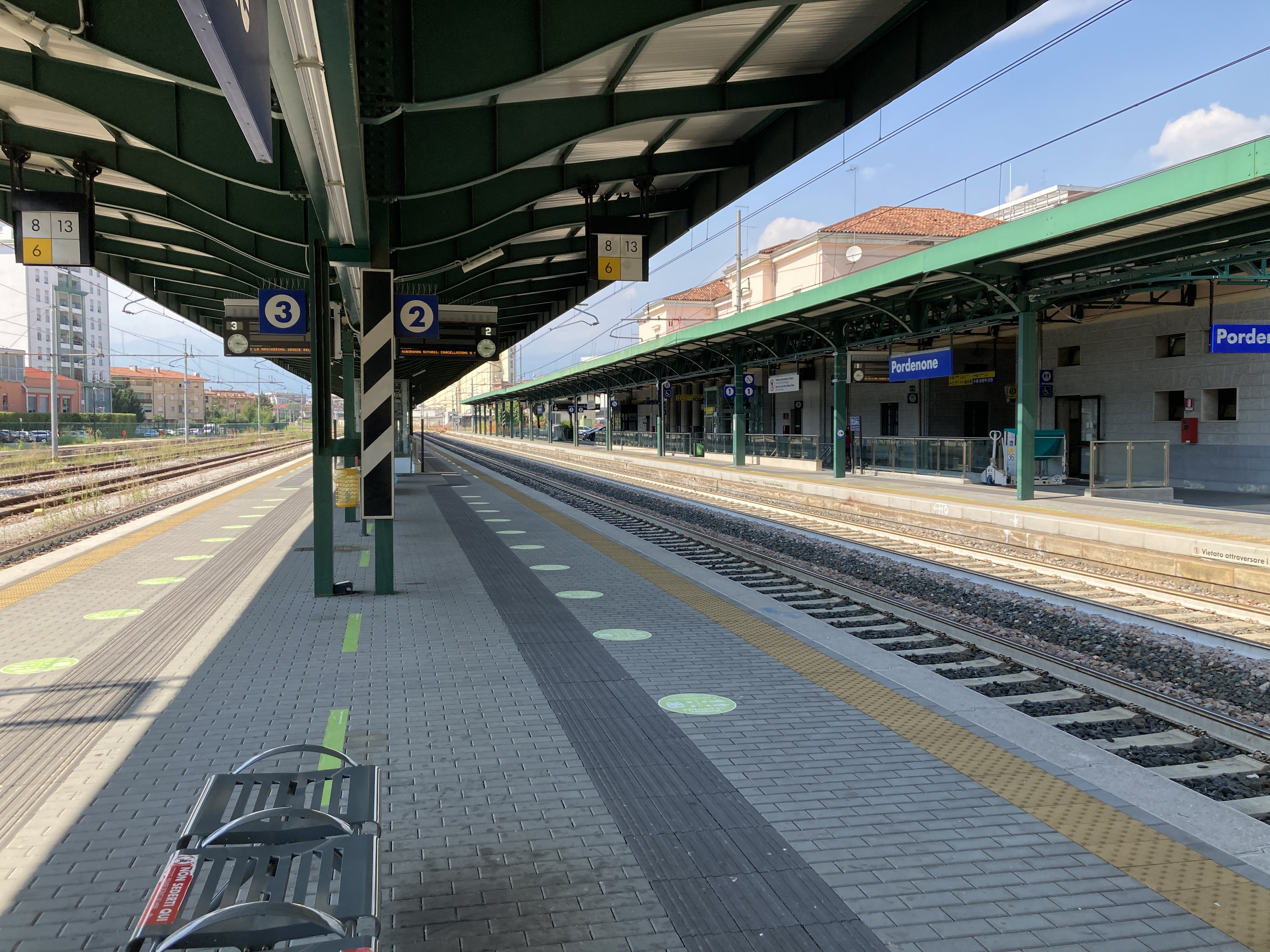
Stazione di Pordenone
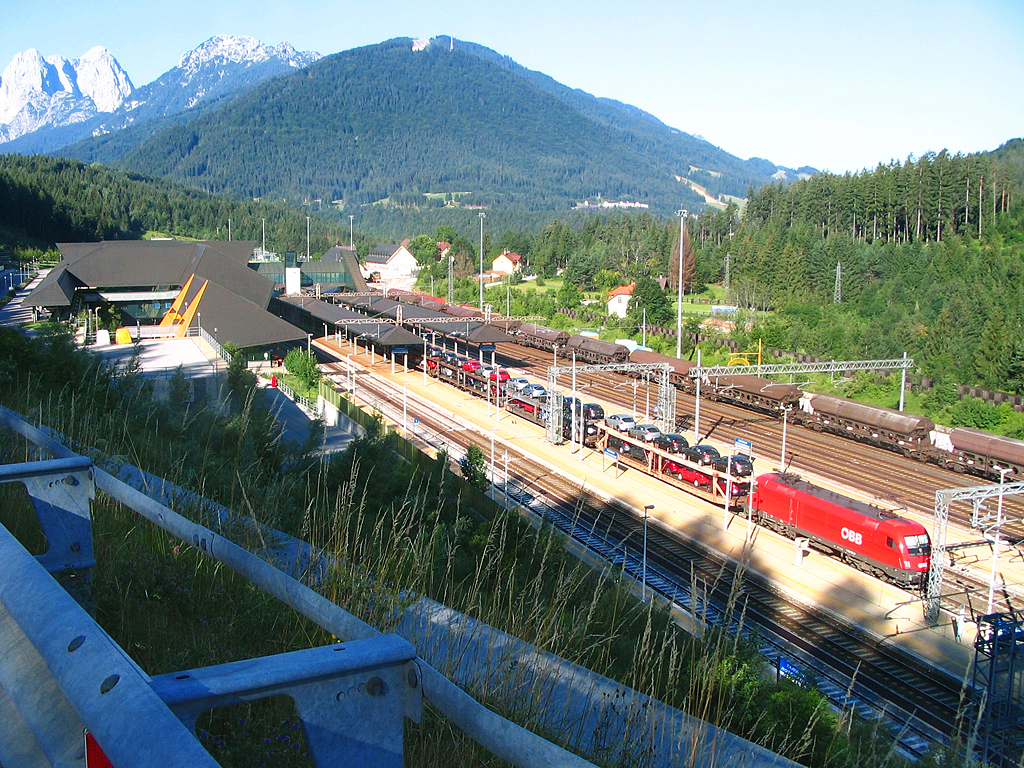
Stazione di Tarvisio Boscoverde

## Sistema aeroportuale

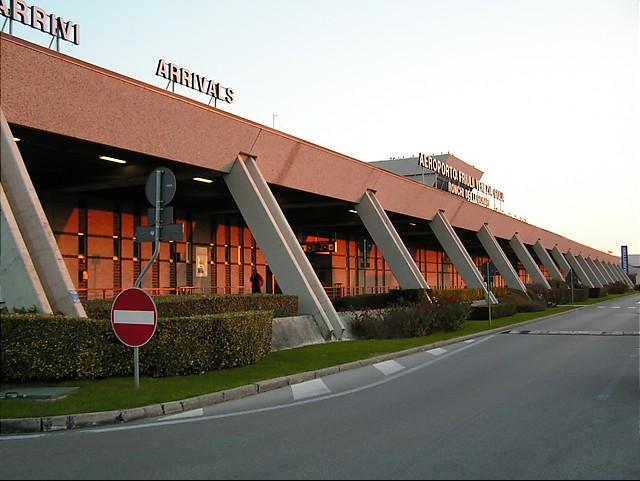
Aeroporto di Trieste-Ronchi dei Legionari

Il servizio aeroportuale del Friuli-Venezia Giulia è formato da due aeroporti civili e due basi aeree militari:
Aeroporti civili:
- L'Aeroporto di Trieste-Ronchi dei Legionari, posizionato a 33 km di distanza da Trieste in provincia di Gorizia, il cui bacino d'utenza supera i 5 milioni di passeggeri, considerando Friuli-Venezia Giulia, parte del Veneto, la Carinzia (A), parte della Slovenia e della Croazia;
- L'aeroporto di Udine-Campoformido, aeroporto civile turistico, localizzato nel comune di Campoformido a circa 2 km da Udine;

Aeroporti militari:
- La base aerea di Aviano, aeroporto militare utilizzato dall'USAF, posizionato nel comune di Aviano, circa 15 chilometri a nord di Pordenone;
- L'aeroporto di Rivolto, nel comune di Codroipo, in provincia di Udine, sede del 313º Gruppo Addestramento Acrobatico, le Frecce Tricolori.

## Sistema stradale e autostradale

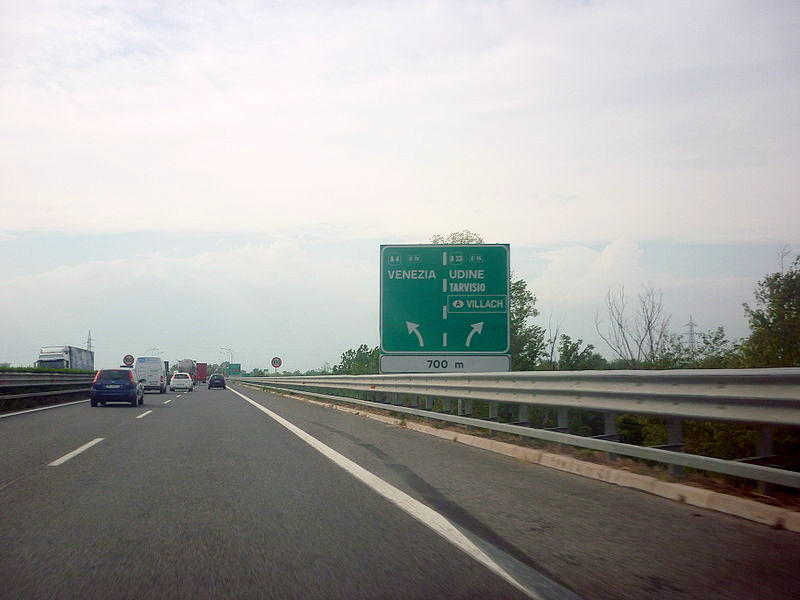
La A23 nei pressi del confine con l'Austria

La rete stradale regionale è gestita dalla società Friuli-Venezia Giulia Strade, in base all'articolo 4 comma 87 della legge regionale nº 22 del 20 agosto 2007 e all'articolo 63 della legge regionale nº 23 del 20 agosto 2007 che hanno autorizzato l'Amministrazione regionale a "costituire una società a capitale interamente pubblico avente per oggetto sociale esclusivo la progettazione, la realizzazione, la manutenzione, la gestione e la vigilanza di opere di viabilità". Il Friuli-Venezia Giulia costituisce un importante nodo di direttrici stradali verso l'Europa centro - orientale e balcanica (confina con Austria e Slovenia); l'Italia è separata dalla Croazia da una striscia di territorio sloveno poco estesa: Trieste dista infatti poco più di 30 km dall'inizio della superstrada B9 (Croazia).
Per quanto riguarda la segnaletica stradale, in Friuli è stato adottato l'uso del friulano in particolare nelle indicazioni di localizzazione dei singoli comuni, mentre nelle province di Gorizia e Trieste la segnaletica bilingue presente nei comuni bilingui del Carso dovrebbe riportare sempre le doppie indicazioni italiano/sloveno.

### Rete autostradale
La regione è interessata dalle seguenti autostrade:
- L'autostrada A4 Torino - Trieste, che entra in Friuli-Venezia Giulia a Latisana e trova conclusione a Sistiana, con connessione con la SS 14 e il RA 13.
- L'autostrada A23, che si dirama dalla A4 all'altezza di Palmanova e, passata Udine, prosegue fino al confine con l'Austria, dove diviene A2.
- L'autostrada A28, che si dirama dalla A4 a Portogruaro e, attraversata la città di Pordenone, prosegue verso Conegliano per poi innestarsi sulla A27.
- L'autostrada A34, che si dirama dall'A4 a Villesse e prosegue per Gorizia fino al confine con la Slovenia (Nova Gorica), dove diviene H4.
- Il raccordo autostradale RA13, che costituisce la continuazione dell'A4 da Sistiana a Padriciano.
- Il raccordo autostradale RA14, che si dirama dal RA13 e continua in Slovenia come A3.
- L'autostrada Sistiana-Rabuiese, composta dai tratti Padriciano-Cattinara (collegamento RA13-SS202) e Lacotisce-Rabuiese (collegamento SS202-H5).

### Superstrade
- Strada statale 202 Triestina
- Strada statale 676 Tangenziale Sud di Udine
- RA16 Cimpello - Piandipan

### Rete stradale

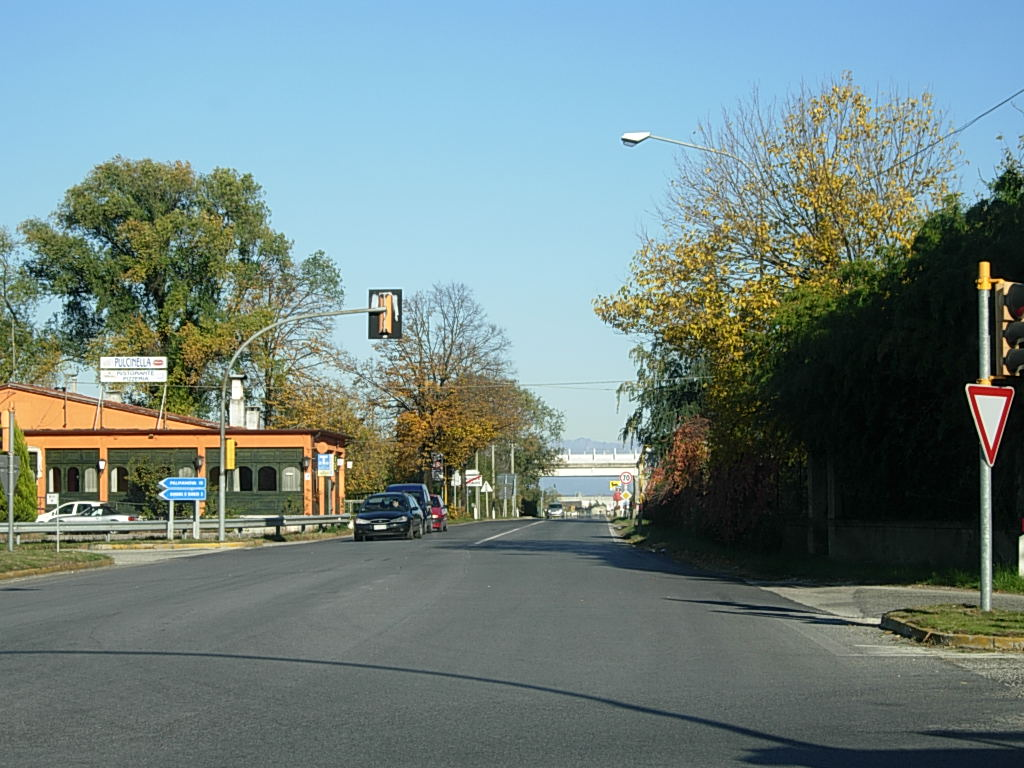
La SR 305 all'incrocio con la SR 252 a Gradisca d'Isonzo (GO).

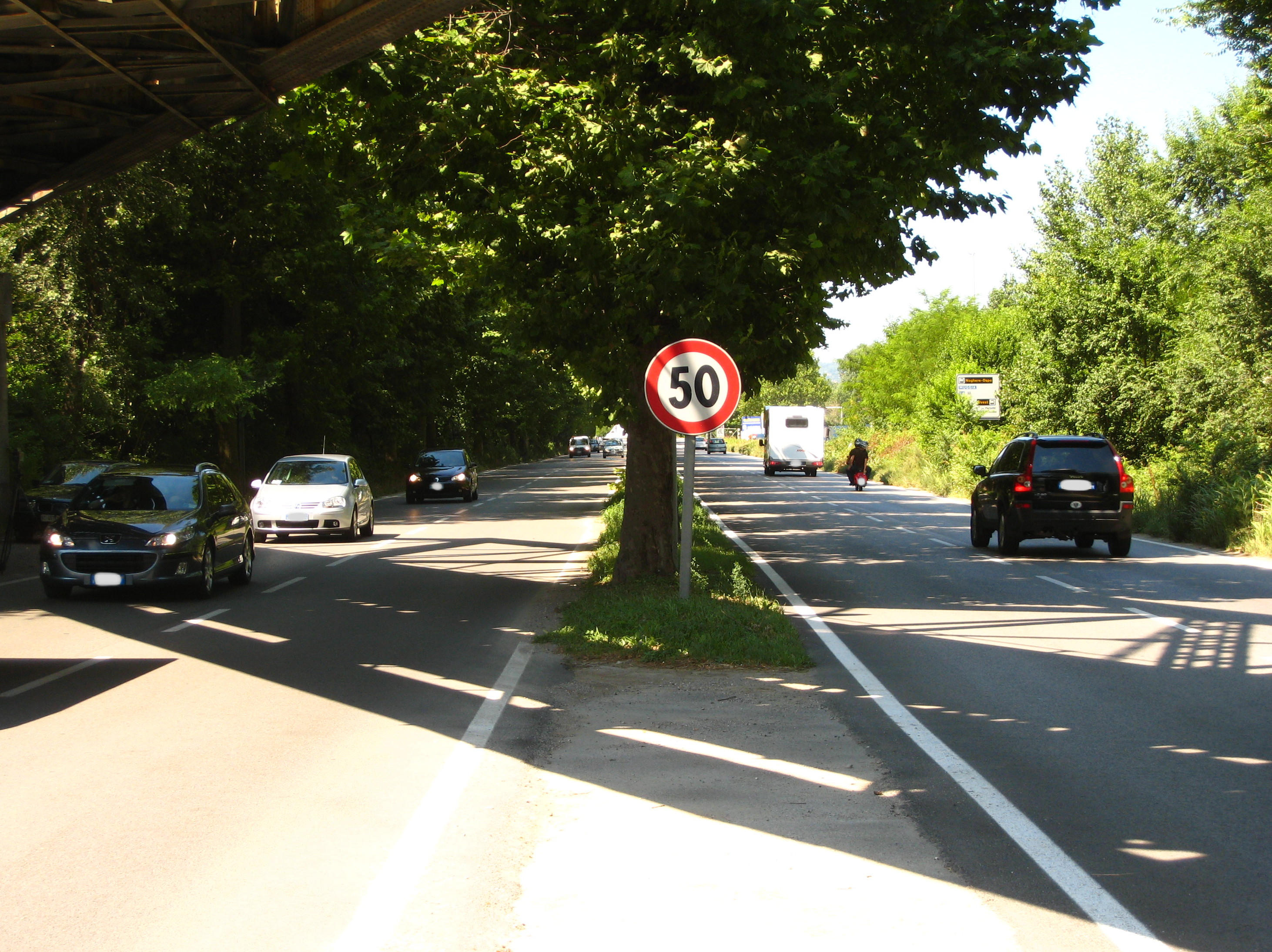
Un tratto della via Flavia nei pressi di Aquilinia

| Strade statali |
| --- |
| - Strada statale 13 Pontebbana - Strada statale 14 della Venezia Giulia - Strada statale 15 Via Flavia - Strada statale 52 Carnica - Strada statale 54 del Friuli - Strada statale 55 dell'Isonzo - Strada statale 56 di Gorizia - Strada statale 58 della Carniola - Strada statale 202 Triestina - Strada statale 251 della Val di Zoldo e Val Cellina - Strada statale 252 di Palmanova - Strada statale 305 di Redipuglia - Strada statale 351 di Cervignano - Strada statale 352 di Grado - Strada statale 353 della Bassa Friulana - Strada statale 354 di Lignano - Strada statale 355 di Val Degano - Strada statale 356 di Cividale - Strada statale 409 di Plessiva - Strada statale 463 del Tagliamento - Strada statale 464 di Spilimbergo - Strada statale 465 della Forcella Lavardet e di Valle San Canciano - Strada statale 512 del Lago di Cavazzo - Strada statale 518 di Devetaki - Strada statale 519 di Jamiano - Strada statale 552 del Passo Rest - Strada statale 646 di Uccea - Strada statale 676 Tangenziale Sud di Udine - Strada statale 677 di Ronchi dei Legionari - Strada statale 678 di Latisana |

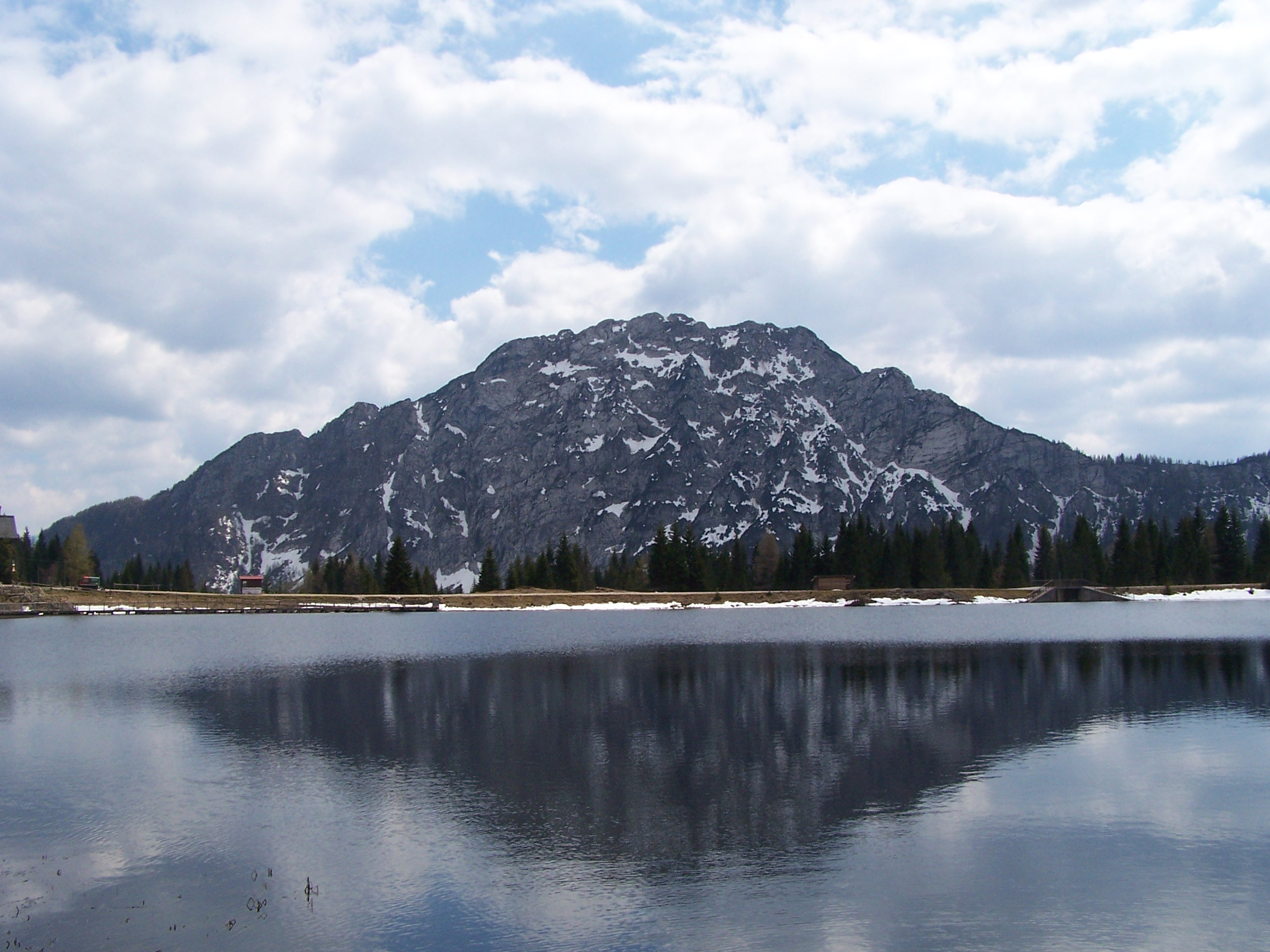
Il monte Malvueric alto visto dal passo di Pramollo

### Passi e valichi
- Passo del Predil (1.156 m s.l.m.), che collega Tarvisio e la Val Rio del Lago a Predil (in sloveno: Predel), frazione di Plezzo, in Slovenia;
- Passo di Monte Croce Carnico (1.360 m s.l.m.), al confine con l'Austria, collega le località di Timau (comune di Paluzza) e Kötschach-Mauthen (Carinzia, Austria);
- Sella di Camporosso (816 m s.l.m.): attraversato dalla strada statale 13 Pontebbana, poco distante dal casello di Tarvisio sud, unisce Malborghetto e Tarvisio;
- Passo del Cason di Lanza (1.552 m s.l.m.), collegante le località di Paularo e Pontebba;
- Passo di Pramollo (1.530 m s.l.m.), al confine con l'Austria, unisce Pontebba alla vallata austriaca Gailtal.

### Distanze chilometriche

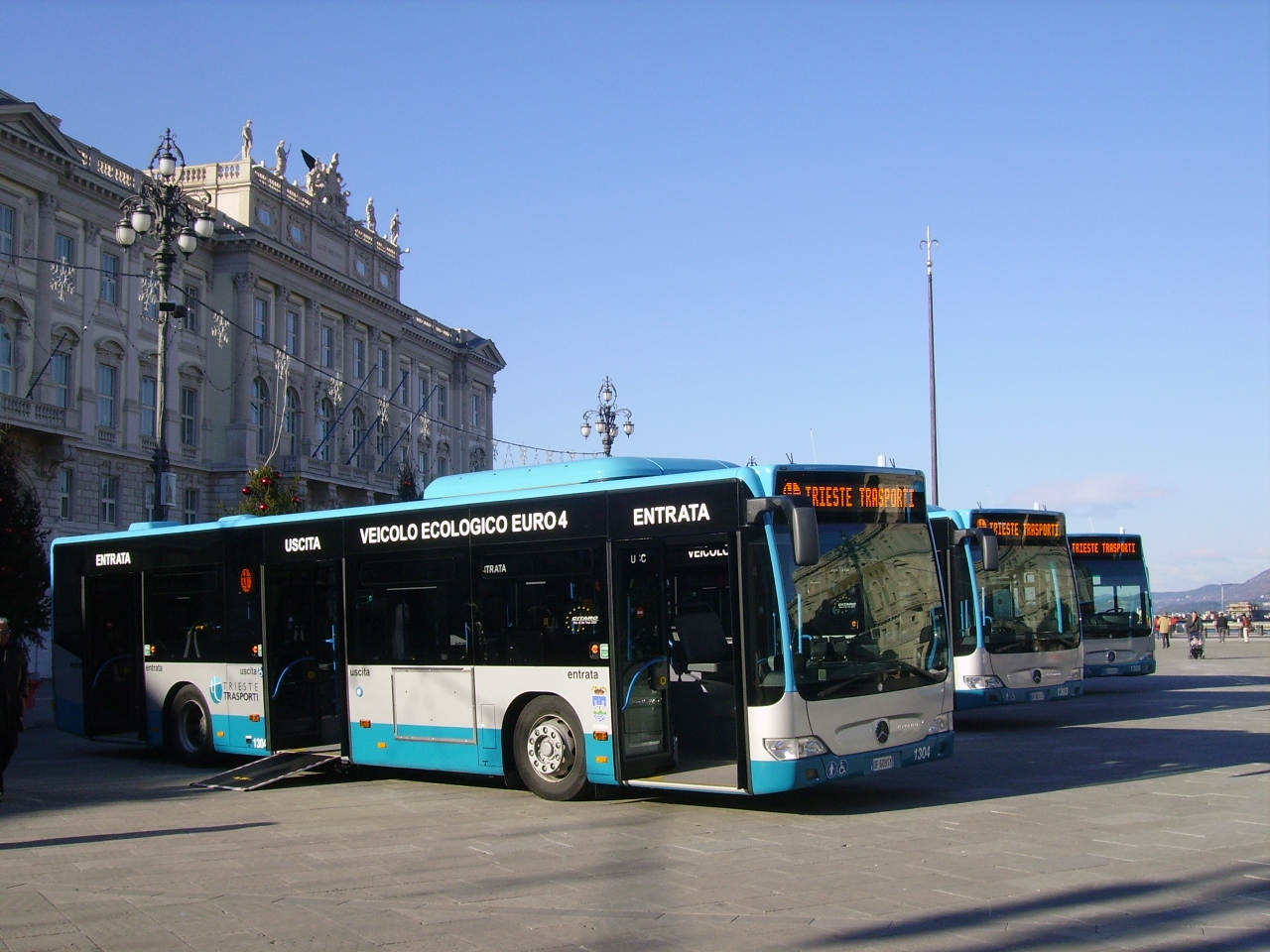
Presentazione di nuovi autobus ecologici Mercedes-Benz Citaro di Trieste Trasporti

| [ 7 ]                        | Trieste | Udine | Pordenone | Gorizia |
| ---------------------------- | ------- | ----- | --------- | ------- |
| Trieste                      | –       | 72 km | 114 km    | 45 km   |
| Udine                        | 72 km   | –     | 50 km     | 37 km   |
| Pordenone                    | 114 km  | 50 km | –         | 93 km   |
| Gorizia                      | 45 km   | 37 km | 93 km     | –       |
| Tarvisio                     | 150 km  | 88 km | 173 km    | 138 km  |
| Passo di Monte Croce Carnico | 144 km  | 86 km | 167 km    | 132 km  |

## Trasporto automobilistico
In Friuli-Venezia Giulia il Trasporto Pubblico Locale è gestito da TPL FVG scarl, che si avvale per il servizio del personale e dei mezzi delle società consociate:
- Trieste Trasporti (rete urbana di Trieste e Muggia, rete suburbana dell'ex Provincia di Trieste);
- Arriva Udine (rete urbana di Udine e Lignano Sabbiadoro, rete extraurbana dell'ex Provincia di Udine);
- ATAP (rete urbana di Pordenone, rete extraurbana dell'ex Provincia di Pordenone);
- APT Gorizia (rete urbana di Gorizia, Monfalcone e Grado, rete extraurbana dell'ex Provincia di Gorizia).

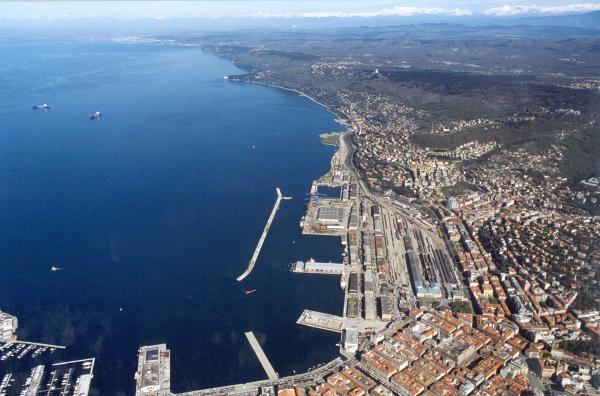
Il porto di Trieste

## Sistema di navigazione
In Friuli-Venezia Giulia sono presenti due porti: il più importante è quello di Trieste, porto di grandi dimensioni con traffico di traghetti turistici, navi per trasporto merci e pescherecci, e con cantieri navali, un terminal industriale e un terminal petroli, che serve l'oleodotto Trieste - Ingolstadt. Vi è poi il porto di Monfalcone, il porto marittimo più settentrionale dell'Adriatico, porto merci e industriale con servizio container. Il trasporto passeggeri lagunare e costiero nel Golfo di Trieste e nella Laguna di Grado viene svolto da motonavi gestite da TPL FVG scarl.